# Friedrich Wilhelm Krücken
Friedrich Wilhelm Krücken (* 19. Oktober 1930 in Mönchengladbach; † 12. März 2025) war ein deutscher Lehrer und Schulleiter am Mercator-Gymnasium zu Duisburg.

## Leben
Nach dem Zweiten Weltkrieg machte er sein Abitur und studierte danach erfolgreich Philosophie, Mathematik, Physik, Psychologie und Astronomie.
Er unterrichtete am Mercator-Gymnasium von 1959 bis zum 30. Januar 1993 die Hauptfächer Philosophie und Mathematik und auch Informatik. Zuletzt leitete der Oberstudiendirektor das Mercator-Gymnasium.
Nach seiner Pensionierung widmete er sich vornehmlich seinen Mercator-Studien und veröffentlichte in den Jahren 2009 bis 2014 seine Forschungsergebnisse in sechs Bänden „Ad Maiorem Gerardi Mercatoris Gloriam“.
2012 promovierte ihn die Philosophische Fakultät der Universität Duisburg-Essen seiner Forschungen wegen zum Dr. phil. h. c. Mit Band IX schloss er die Reihe seiner Veröffentlichungen „zur größeren Ehre Gerhard Mercators“ ab.

## Werke
- Band I. Ad maiorem Gerardi Mercatoris gloriam. Abhandlungen zum Leben und Werk Gerhard Mercators 5.3.1512 Rupelmonde 2.12.1594 Duisburg. 2009, ISBN 978-3-86582-895-8.
- Band II. Ad maiorem Gerardi Mercatoris gloriam. Abhandlungen zum Leben und Werk Gerhard Mercators 5.3.1512 Rupelmonde 2.12.1594 Duisburg. 2010, ISBN 978-3-86991-014-7.
- Band III. Ad maiorem Gerardi Mercatoris gloriam. Abhandlungen zum Leben und Werk Gerhard Mercators 5.3.1512 Rupelmonde 2.12.1594 Duisburg. 2011, ISBN 978-3-86991-302-5.
- Band IV. Ad maiorem Gerardi Mercatoris gloriam. Abhandlungen zum Leben und Werk Gerhard Mercators 5.3.1512 Rupelmonde 2.12.1594 Duisburg. 2011, ISBN 978-3-86991-456-5.
- Band V. Ad maiorem Gerardi Mercatoris gloriam. Abhandlungen zum Leben und Werk Gerhard Mercators 5.3.1512 Rupelmonde 2.12.1594 Duisburg. 2011, ISBN 978-3-86991-457-2.
- Band VI. Ad maiorem Gerardi Mercatoris gloriam. Abhandlungen zum Leben und Werk Gerhard Mercators 5.3.1512 Rupelmonde 2.12.1594 Duisburg. 2014, ISBN 978-3-95645-387-8.
- Band VII. Ad maiorem Gerardi Mercatoris gloriam. Abhandlungen zum Leben und Werk Gerhard Mercators 5.3.1512 Rupelmonde 2.12.1594 Duisburg. 2017, ISBN 978-3-7439-1875-7.
- Band VIII. Ad maiorem Gerardi Mercatoris gloriam. Abhandlungen zum Leben und Werk Gerhard Mercators 5.3.1512 Rupelmonde 2.12.1594 Duisburg. 2018, ISBN 978-3-7469-5349-6.
- Band IX. Ad maiorem Gerardi Mercatoris gloriam. Abhandlungen zum Leben und Werk Gerhard Mercators 5.3.1512 Rupelmonde 2.12.1594 Duisburg. 2019, ISBN 978-3-7497-7029-8.